# Weissia atra
Weissia atra là một loài rêu trong họ Pottiaceae. Loài này được Schleich. ex DC. mô tả khoa học đầu tiên năm 1815.